# Miniera (album)
Miniera (sottotitolo: e altri successi) è un album raccolta di brani musicali interpretati da Luciano Tajoli, pubblicato dalla NAR International il 13 aprile 1994.

## Tracce
1. Miniera
2. Tango della gelosia
3. Nostalgico slow
4. Cantando con le lacrime agli occhi
5. Serenata celeste
6. Bambina innamorata
7. Fili d'oro
8. Fiorin fiorello
9. Mamma
10. Non partir
11. Violino tzigano
12. Silenzioso slow
13. Come pioveva
14. Addormentarmi così
15. Bombolo
16. Spazzacamino